# Standard Bank Centre
Lo Standard Bank Centre è un grattacielo di Johannesburg in Sudafrica.

## Storia
La costruzione dell'edificio cominciò nel 1966 e venne completata nel 1968 su progetto del tedesco Helmut Hentrich e dell'austriaco Hubert Petschnigg dello studio tedesco HPP Architekten e dell'ingegnere anglo-norvegese Ove Arup.
L'edificio rimase la sede della Standard Bank sino al 1990, anno in cui la compagnia trasferì altrove i suoi uffici.

## Descrizione
L'edificio risponde alla volontà di creare un grande spazio accessibile al pubblico nel densamente costruito distretto finanziario di Johannesburg e, al tempo stesso, erigere una grande torre per uffici: la soluzione, in sé molto originale, fu quella di "appendere" ad un nucleo centrale in calcestruzzo i vari livelli della struttura, montati con grandi gru a partire dall'alto. In questo modo la superficie occupata dal grattacielo al suolo venne minimizzata.